# Rue de la Savonnerie (Paris)
Pour les articles homonymes, voir Rue de la Savonnerie.
La rue de la Savonnerie est une ancienne rue qui était située dans l'ancien 6e arrondissement de Paris et qui a été absorbée lors du percement du boulevard de Sébastopol et de la création du square de la tour Saint-Jacques en 1856.

## Origine du nom
L'origine du nom n'est pas connue.

## Situation
La rue de la Savonnerie, d'une longueur de 73 mètres, qui était située dans l'ancien 6e arrondissement, quartier des Lombards, commençait aux 34-36, rue Saint-Jacques-la-Boucherie et finissait au 1, rue de la Heaumerie et au 7, rue des Écrivains.
Les numéros de la rue étaient noirs. En 1817, le dernier numéro impair était le no 21 et le dernier numéro pair était le no 18.

## Historique
Cette rue était entièrement construite en 1260.
Elle est citée dans Le Dit des rues de Paris, de Guillot de Paris, sous le nom de « rue de la Savonnerie ».
Elle est citée sous le nom de « rue de la Savonnerie » dans un manuscrit de 1636.
En 1702, la rue, qui fait partie du quartier de Saint-Jacques-de-la-Boucherie, comporte 29 maisons et 3 lanternes.
Une décision ministérielle du  18 vendémiaire an VI (9 octobre 1797) signée Letourneux fixe la moindre largeur de cette voie publique à 6 mètres. Cette largeur est portée à 10 mètres, en vertu d'une ordonnance royale du 9 décembre 1838.
Elle disparait lors du percement de la rue de Rivoli et du boulevard de Sébastopol, et la création du square de la tour Saint-Jacques en 1856.